# Venda Nova (Montalegre)
Venda Nova is een plaats (freguesia) in de Portugese gemeente Montalegre en telt 401 inwoners (2001).